# Serdica
Za rimsko mesto Serdica, danes Sofija v Bulgariji, glej Serdica (mesto).
Serdica je naselje v Občini Rogašovci. Serdica je druga najsevernejša vas v Občini Rogašovci, saj severneje leži le še Sotina.
V času druge svetovne vojne je bil del vasi, kjer je bil večji delež nemškega prebivalstva, priključen k Nemčiji, čeprav je bila večina Prekmurja priključena Madžarski. Posamezni slovenski prebivalci dela Serdice, ki je bil vključen v Nemčijo, so s pismom zahtevali od madžarskega voditelja Horthya vključitev v Madžarsko.

## Lega
Na zemljevidu jo lahko najdemo na čisto skrajnem severo-zahodnem delu Goričkega. Serdica ima okrog 500 prebivalcev, med njimi tudi Rome. Na severu meji z Avstrijo, sosednje vasi pa so Sotina, Gornji Slaveči, Nuskova, Kramarovci in Ocinje.

## Zaselki
Vas sestavljajo številni zaselki kot so: Ljubljana (Cigansko naselje), Benkove Grabe, Turzova Graba, Glošnjak, Žimanov Vrh, Kovačev Breg, Ves, Črešnjeva Gasa, Kozičeva Graba, Brunarov Breg (Murec), Serdiški Breg in Rdeči Breg. V vasi se nahaja tudi drugi največji vrh v Prekmurju, to je Serdiški breg ali Rdeči breg z 416 m n. v. Na njem je postavljena brunarica TD Rogašovci. Ob jasnem vremenu se ponuja razgled v Ledavsko dolino, na Madžarsko, v Avstrijo in na Štajersko (Pohorje, Boč, Kapela...). Priložnost je videti tudi zasnežene vrhove v avtrijskih Alpah.

## Znamenitosti
V vasi se nahajajo znamenitosti, kot je Fartekov mlin, ki pa ne obratuje več, objekt nekdanje podružnične šole OŠ Sveti Jurij, ki je zgrajena iz usedlin, na njej se pa vidijo fosilni ostanki morskih živali, omembe vreden je še turistični objekt družine Kisilak, ki se imenuje Čebelji gradič. V vasi so še trgovina, pivnica, nogometni klub Serdica, številni ribniki domačinov, čebelnjaki, vinogradi, stari sadovnjaki ... Vas premore tudi obrtnike, številni prebivalci pa hodijo na delo v sosednjo Avstrijo. Nekdaj rodovitna vas, ki je pri vsaki domačiji premogla hlev, se sedaj zmeraj bolj zarašča, ljudje opuščajo kmetijstvo, predvsem živinorejo in se selijo v večja mesta. Stare domačije pa kupujejo Angleži in Nemci, saj najdejo v teh krajih svoj mir.

## Znani ljudje
- Mihael Gaber, ki je z Štefanom Bokanom napisal dve katoliški pesmarici v prekmurskem jeziku med 1824 in 1826. Pesmarici lahko najdemo v Mariboru